# Spodnie jaśnie pana
Spodnie jaśnie pana – polski, niemy, czarno-biały film z roku 1912 w reżyserii Aleksandra Hertza. Istnienie tego filmu nie jest do końca udowodnione.

## Obsada
- Stanisława Lubicz-Sarnowska
- Tekla Trapszo
- Marceli Trapszo
- Paweł Owerłło